# Fitovinany
Fitovinany est une région du sud-est de Madagascar. Elle est issue de la scission de Vatovavy-Fitovinany en 2021. Son chef-lieu est la ville de Manakara.

## Administration
La région est subdivisée en trois districts et 86 communes:
- District de Manakara: 48 communes
- District d'Ikongo: 17 communes
- District de Vohipeno: 21 communes